# Павловець-Равенський
46°00′ пн. ш. 16°27′ сх. д. / 46° пн. ш. 16.45° сх. д.
Павловець-Равенський (хорв. Pavlovec Ravenski) — населений пункт у Хорватії, у Копривницько-Крижевецькій жупанії у складі міста Крижевці.

## Населення
Населення за даними перепису 2011 року становило 101 осіб.
Динаміка чисельності населення поселення: